# Бернгард Брітц
Бернгард Брітц (швед. Bernhard Britz, 27 березня 1906 — 31 травня 1935) — шведський велогонщик.
Бронзовий призер Олімпійських Ігор 1932 (групова шосейна гонка), 1932 (командна шосейна гонка) років.